# Jutaí
Jutaí (portugalsky Rio Jutaí) je řeka v západní Brazílii ve státě Amazonas. Je pravým přítokem Amazonky. Je 1200 km dlouhá.

## Průběh toku
Pramení v Amazonské nížině severně od řeky Juruá. Rovnoběžně s ní pak protéká ve velmi členitém korytě na severovýchod. Ústí zprava do Amazonky.

### Přítoky
Největší přítoky jsou:
- zprava — Mutum, Biá, Riozinho
- zleva — Bóia

## Vodní režim
Zdrojem vody jsou převážně dešťové srážky. Nejvodnější je od března do června.

## Využití
Na dolním toku je rozvinutá vodní doprava.